# Ludwig von Kurz zum Thurn und Goldenstein
Ludwig von Kurz zum Thurn und Goldenstein (Ljubljana, 1850. október 7. - Graz, 1939. március 11.) osztrák festőművész

## Élete
Apja Franz Seraphin Maximilian Sebastian Ritter von Kurz zum Thurn und Goldenstein festőművész, anyja Theresia von Kurz volt. A család 1867-ben költözött Ljubljanából Grazba. Apja támogatta fia művészeti érdeklődését, s először magánórákat adott neki. Ezután a grazi Landschaftliche Zeichnungsakademie hallgatója lett, amelynek 1840-től Joseph Ernst Tunner volt az igazgatója, aki 1867 októberétől 1870 júliusáig tanította. Itt barátkozott össze Hermann von Königsbrunn-nal, aki a tájképfestészettel foglalkozott. Az 1870-es akadémiai kiállításon Kurz első helyezést ért el olajfestészetben, történelmi festményekben és természetrajzban.

## Fordítás
- Ez a szócikk részben vagy egészben  a   Ludwig von Kurz zum Thurn und Goldenstein című német Wikipédia-szócikk ezen változatának fordításán alapul.  Az eredeti cikk szerkesztőit annak laptörténete sorolja fel. Ez a jelzés csupán a megfogalmazás eredetét és a szerzői jogokat jelzi, nem szolgál a cikkben szereplő információk forrásmegjelöléseként.